# Neferhotep III
Sejemra Sanjtaui o Sekhemre Sankhtawy Neferhotep III fue el tercer o cuarto gobernante de la decimosexta dinastía tebana y reinó después de Sebekhotep VIII, a. 1633-1632 a. C., según los egiptólogos Kim Ryholt y Darell Baker. Se le asignó el reinado de un año en el Canon de Turín y es conocido sobre todo por una sola estela en Tebas. En un estudio mayor, Von Beckerath fechó a Neferhotep III hacia el final de la decimotercera dinastía de Egipto.

## Extensión de su poderío
En la estela (Cairo JE 59635), Neferhotep III repetidamente llama a Tebas «mi ciudad» y se alaba a sí mismo como «el guía victorioso de Tebas». Este énfasis en Tebas es comprendido por Ryholt como una prueba de que Neferhotep III reinó exclusivamente sobre la región tebana. Además, Baker señaló la ausencia total de atestados contemporáneos de los reyes de la decimosexta dinastía (excepto Seuserenra y Nebirau I) fuera de un rango de 200 km a lo largo de tramo del valle del Nilo comprendido por Tebas, desde Hu en el norte a Edfu en el sur. El argumento de que Neferhotep III gobernó sobre poco más de la región de Tebas se ve reforzado por una estela del sucesor de Neferhotep, Seanjenra Mentuhotep, donde Mentuhotep declaró «yo soy el rey en Tebas, esta es mi ciudad».

## Reinado
En su estela de Tebas, Neferhotep III destacó su papel como proveedor de alimentos para su pueblo y afirmó que «él alimenta su ciudad, salvándola de la hambruna». Esto, junto con su nombre real Sejemra Sanjtaui, el Poderoso Ra, que nutre las dos tierras, es una prueba indudable de que el Alto Egipto sufrió de hambrunas durante el final de la decimosexta dinastía. Otro rey de la época, Senusret IV, adoptó un nombre real similar.
Seguramente Neferhotep III se vio envuelto en una guerra defensiva contra la decimoquinta dinastía de los hicsos, que en última instancia invadieron el territorio de la decimosexta dinastía egipcia. Neferhotep se ensalza a sí mismo en su estela como «el que alzó su ciudad, después de haber sido hundida en la contienda con los extranjeros». Curiosamente, se cree que la estela es la primera representación de la corona Jepresh. Neferhotep dijo estar «ataviado con la Jepresh, la imagen viva de Re, señor del terror». Tras su breve reinado, fue sucedido por un rey igualmente efímero: Seanjenra Mentuhotep.

## Titulatura
| Titulatura | Jeroglífico | Transliteración (transcripción) - traducción - (referencias) |

| G5 |

| G5 |

| wAD | xa · a |

| wAD | xa · a |

| wAD | xa · a |

| wAD | xa · a |

| G5 |

| G5 |

| wAD | xa · a |

| wAD | xa · a |

| wAD | xa · a |

| wAD | xa · a |

| G16 |

| G16 |

| aA · a · Y1 | F3 · t · y | A24 |

| aA · a · Y1 | F3 · t · y | A24 |

| G16 |

| G16 |

| aA · a · Y1 | F3 · t · y | A24 |

| aA · a · Y1 | F3 · t · y | A24 |

| G8 |

| G8 |

| mn · Y1 | hatching |

| mn · Y1 | hatching |

| G8 |

| G8 |

| mn · Y1 | hatching |

| mn · Y1 | hatching |

| ra | sxm | s | anx | N19 |

| ra | sxm | s | anx | N19 |

| ra | sxm | s | anx | N19 |

| ra | sxm | s | anx | N19 |

| ra | sxm | s | anx | N19 |

| ra | sxm | s | anx | N19 |

| ra | sxm | s | anx | N19 |

| ra | sxm | s | anx | N19 |

| ra | sxm | s | anx | N19 |

| ra | sxm | s | anx | N19 |

| ra | sxm | s | anx | N19 |

| ra | sxm | s | anx | N19 |

| ra | sxm | s | anx | N19 |

| ra | sxm | s | anx | N19 |

| ra | sxm | s | anx | N19 |

| ra | sxm | s | anx | N19 |

| nfr | Htp · t · p |

| nfr | Htp · t · p |

| nfr | Htp · t · p |

| nfr | Htp · t · p |

| nfr | Htp · t · p |

| nfr | Htp · t · p |

| nfr | Htp · t · p |

| nfr | Htp · t · p |

| nfr | Htp · t · p |

| nfr | Htp · t · p |

| nfr | Htp · t · p |

| nfr | Htp · t · p |

| nfr | Htp · t · p |

| nfr | Htp · t · p |

| nfr | Htp · t · p |

| nfr | Htp · t · p |

| M18 | D54 | Xr · r | nfr | t · Z2 |

| M18 | D54 | Xr · r | nfr | t · Z2 |

| M18 | D54 | Xr · r | nfr | t · Z2 |

| M18 | D54 | Xr · r | nfr | t · Z2 |

| M18 | D54 | Xr · r | nfr | t · Z2 |

| M18 | D54 | Xr · r | nfr | t · Z2 |

| M18 | D54 | Xr · r | nfr | t · Z2 |

| M18 | D54 | Xr · r | nfr | t · Z2 |

| M18 | D54 | Xr · r | nfr | t · Z2 |

| M18 | D54 | Xr · r | nfr | t · Z2 |

| M18 | D54 | Xr · r | nfr | t · Z2 |

| M18 | D54 | Xr · r | nfr | t · Z2 |

| M18 | D54 | Xr · r | nfr | t · Z2 |

| M18 | D54 | Xr · r | nfr | t · Z2 |

| M18 | D54 | Xr · r | nfr | t · Z2 |

| M18 | D54 | Xr · r | nfr | t · Z2 |